# Priložnostnica
Prilóžnostnica (tudi okazionalizem, stilistični neologizem ali hapaks) je v jezikoslovju beseda, ki je priložnostno tvorjena za izrazitev navadno posebne, enkratne vsebine. Razlika z neologizmom je zlasti ta, da je neologizem v neki jezikovni skupnosti že lahko sprejeta beseda, a še občutena kot nova, priložnostnico pa beseda, ki je enkratna in neustaljena tako v slovarju kakor tudi v jezikovnem sistemu. Priložnostnice govoreči delajo po običajnih besedotvornih vzorcih in jih bralci ali poslušalci tudi razumejo, vendar besede ne postanejo splošna last jezika.
Pogosto se pojavljajo zlasti v leposlovju in publicistiki.